# Korporacja Masovia
Korporacja Masovia (właściwie: Konwent Masovia – Korporacja Studentów Uczelni Poznańskich) – męska organizacja akademicka założona 22 lutego 1924 przez studentów Uniwersytetu Poznańskiego należących do Akademickiego Komitetu Obrony. Reaktywowana 17 czerwca 2006.

## Historia
W okresie międzywojennym skupiała głównie studentów pochodzących z terenów Pomorza oraz graniczących z Warmią, Powiślem i Mazurami. Tak jak w przypadku innych korporacji, Masovia była organizacją ideowo-wychowawczą dbającą o rozwój intelektualny, duchowy, fizyczny i towarzyski swoich członków. Szczególnym jej celem było działanie na rzecz podtrzymywania polskości na terenach Warmii i Mazur. W latach 1924–1939 ogólna liczba członków wynosiła 183.
Masovia była członkiem rzeczywistym Związku Polskich Korporacji Akademickich.
W 1929 Masovia zawarła kartel z Korporacją Rosevia.
W latach 1939–1989 jej działalność, tak jak wszystkich innych korporacji, była zabroniona i ograniczała się wyłącznie do nieoficjalnych spotkań przedwojennych członków.
W obecnych czasach działalność Masovii, tak jak za czasów międzywojennych, skupia się na wszechstronnym rozwoju swoich członków (spotkania o charakterze naukowym, rekolekcyjnym, sportowym i towarzyskim), a także na rozpowszechnianiu wiedzy na temat ruchu korporacyjnego (wystawy).
Korporacja Masovia, obok korporacji: Magna-Polonia, Lechia, Baltia, Surma, Roma oraz Stowarzyszenia Filistrów Korporacji Akademickich jest członkiem Poznańskiego Koła Międzykorporacyjnego (PKM).
W 20 czerwca 2009 Masovia reaktywowała Korporację Roma.

## Zasady
Członkowie korporacji starają się wcielać w życie następujące idee (zwane czterema filarami):
1. Religio (Religia) – żyć zgodnie z nauczaniem Kościoła katolickiego,
2. Patria (Ojczyzna) – podejmować działania na rzecz dobra Rzeczypospolitej Polskiej,
3. Scientia (Nauka) – nieustannie poszerzać swoją wiedzę,
4. Amicitia (Przyjaźń) – pielęgnować i pogłębiać przyjaźń łączącą korporantów.

## Organizacja korporacji

### Hierarchia
Członkowie korporacji dzielą się na:
- giermków (in. fuksy) – członkowie bierni,
- rycerzy (in. barwiarze) – członkowie czynni,
- filistrów:
  - zwyczajnych – członkowie wspierający,
  - honorowych – członkowie honoris causa.

### Struktura
Ze względu na przynależność do jednej z wymienionych grup, członkowie należą do:
- coetusu – giermkowie,
- konwentu czynnego – rycerze,
- koła filistrów – filistrzy zwyczajni i honorowi.

### Władze
Władzę wykonawczą sprawuje Prezydium, składające się z prezesa, wiceprezesa, sekretarza, skarbnika oraz oldermana (odpowiedzialnego za przygotowanie kandydatów oraz opiekę nad giermkami).
Kontrolę nad działalnością korporacji oraz poszczególnych jej organów sprawuje komisja rewizyjna.

## Barwy, insygnia, dewiza
Barwy korporacji są czerwono-biało-zielone, co symbolizuje barwy narodowe (biała i czerwona) oraz Warmię i Mazury (zielona).
Zasady noszenia insygniów regulowane są przez Comment oraz niepisane zwyczaje. Wyróżnia się następujące insygnia:
- dekiel – czapka koloru czerwonego:
  - dla filistrów i rycerzy: otok trójbarwny
  - dla giermków: otok dwubarwny (czerwono-biały)
- banda – szarfa w barwach korporacji noszona z prawego ramienia na lewy bok:
  - dla filistrów: szeroka, trójbarwna,
  - dla rycerzy: wąska, trójbarwna,
  - dla giermków: wąska, dwubarwna (czerwono-biała);
- cyrkiel – znaczek wpinany w butonierkę:
  - dla filistrów: złoty,
  - dla rycerzy: srebrny,
  - przez giermków nienoszony.

Początkowo dewiza korporacji brzmiała „Pro Patria et Masovia!” jednakże po przyjęciu w poczet filistrów honoris causa arcybiskupa Mariana Przykuckiego zmieniono ją w 2005 na „Pro Fide, Patria et Masovia!”.

## Znani masoviacy
Członkowie honorowi
- prof. Ludwik Jaxa-Bykowski – biolog, rektor UP i UZZ
- prof. Kazimierz Dopierała – polski historyk, prof. dr hab. nauk historycznych
- prof. Tadeusz Grabowski – historyk i teoretyk literatury
- ks. Antoni Ludwiczak – działacz społeczny i oświatowy
- prof. Alfred Ohanowicz – cywilista, dr h.c. UAM, senator
- abp Marian Przykucki – katolicki duchowny
- Stanisław Srokowski – geograf, dyplomata
- prof. Wiktor Steffen – filolog klasyczny, dr h.c. UWr
- prof. Bronisław Stelmachowski – cywilista, sędzia SN
- prof. Kazimierz Stojałowski – lekarz i antropolog

Członkowie zwyczajni
- prof. Wiktor Bross – chirurg i kardiolog
- prof. Jerzy K. Bulli – prawnik i teolog
- Feliks Dropiński – prawnik, prezes Towarzystwa Miłośników Miasta Poznania
- prof. Lech Działoszyński – biochemik i lekarz
- prof. Rajmund Galon – fizyk i geograf
- Michał Howorka – prawnik i działacz polityczny